# クリス・ベッグ
クリス・ベッグ（Christopher Stephen "Chris" Begg , 1979年9月12日 - ）は、カナダ出身のプロ野球選手（投手）。

## 経歴
2001年、独立リーグであるフロンティアリーグのジョンズタウン・ジョニーズでプロ生活をスタートする。
2002年は、独立リーグであるノーザンリーグ・イーストのオールバニ・コロニー・ダイヤモンドドッグスに所属。
2003年は、独立リーグであるノーザンリーグのセントポール・セインツに所属した後、アマチュアFAでサンフランシスコ・ジャイアンツに入団。傘下のマイナーチームでプレーし、2008年まで所属した。

## 選手としての特徴・人物
常時130km/h台後半のストレートとシンカーとスラーブが主な球種で、抜群の制球力を武器とした粘り強い投球が持ち味である。